# San Pedro de Zamudia
San Pedro de Zamudia es una localidad del municipio de Morales de Valverde, en la provincia de Zamora, comunidad autónoma de Castilla y León (España).

## Geografía
San Pedro de Zamudia se encuentra en el valle Valverde, al noroeste de la provincia de Zamora. Pertenece al partido judicial de Benavente, población de la que dista 23 km.
Cuenta con un término pequeño y parcialmente llano, por el que discurre el río Castrón, el cual recorre el valle Valverde. La parte más baja del término, en la ribera del río Castrón, está a unos 710 m s. n. m. y la más alta, en la zona de monte, a unos 780 m s. n. m. El terreno es sedimentario, básicamente arcilloso.

## Topónimo
El origen del topónimo "Zamudia" podría derivar del onomástico o nombre de algún propietario mozárabe originando el inicial nombre del lugar como "Samut", según el estudioso Oliver Pérez. Más tarde nos encontramos con la denominación "Çamuta" o "Çamuda".

## Historia
En la Edad Media, el territorio en el que se asienta la localidad quedó integrado en el Reino de León, cuyos monarcas habrían emprendido la fundación del pueblo con pobladores mozárabes.
En 1044, doña Mayor y sus hijos Ero y Velasquita Bermudiz hacen donación al monasterio de San Pedro de Zamudia y a su abadesa Mansuara de toda su heredad existente en Villa de Nazar (Villanázar), junto al arroyo Almozara (Almucera), entre los términos de Villaofín y Mózar, con todas sus tierras, viñas, prados, montes, fuentes, pastos, molinos, pesqueras y más pertenencias.  Villaofín era el nombre de un despoblado junto a Vecilla de Trasmonte y el monte de La Cervilla.
Posteriormente, en la Edad Moderna, San Pedro de Zamudia fue una de las localidades que se integraron en la provincia de las Tierras del conde de Benavente y dentro de esta en la Merindad de Valverde y la receptoría de Benavente. No obstante, al reestructurarse las provincias y crearse las actuales en 1833, la localidad pasó a formar parte de la provincia de Zamora, dentro de la Región Leonesa, quedando integrada en 1834 en el partido judicial de Alcañices, pasando posteriormente al partido judicial de Benavente.
Fue un municipio independiente hasta 1971, año en que se incorporó al de Morales de Valverde.

## Geografía humana

### Demografía
| Gráfica de evolución demográfica de San Pedro de Zamudia entre 1842 y 1970 |
| |
| Población de derecho según los censos de población del INE Población de hecho según los censos de población del INEEntre el censo de 1981 y el anterior, este municipio desaparece porque se integra en el municipio 49130 (Morales de Valverde) |

## Patrimonio
En esta localidad existió un monasterio dúplice, cuya fundación se ha documentado en el siglo X y que pudo estar emplazado en el paraje del «Teso de la Horca», lugar en el que han sido hallados huesos humanos y restos de tejas y adobes. La iglesia actual se encuentra ubicado dentro de un emplazamiento muy fértil. El exterior tiene su punto más significativo en la espadaña, y en el interior, su retablo mayor y una pila bautismal.

## Fiestas
La localidad celebra San Isidro, el 15 de mayo, y El Cristo, el 8 de septiembre.